# Таран Павло Олегович
Павло Олегович Таран (нар. 31 липня 1988, Дніпропетровськ, УРСР) — український футбольний тренер. Син відомого футболіста та тренера Олега Тарана.

## Життєпис
У чемпіонаті України (ДЮФЛ) захищав кольори команди «Дніпро» (Дніпропетровськ) — 45 матчів, 2 голи.

### Тренерська кар'єра
Тренерську професійну роботу розпочав у 2020 році в команді «Чорноморець-2» (Одеса). Після чого повернувся до рідного міста та увійшов до тренерського штабу клубу «Перемога», який дебютував у другій українській лізі. А в листопаді того ж року був призначений вже головним наставником команди.
У березні 2021 року увійшов до тренерського штабу чернівецької «Буковини», яку очолив його колишній помічник Євген Коваленко. Після чого кар'єру помічника продовжив вже у команді «ВПК-Агро», де пропрацював до завершення 2021/22 сезону. З серпня 2022 року і до завершення 2022/23 сезону знову працював в тренерському штабі «Буковини», яку очолював Андрій Мельничук.
У червні 2023 року отримав запрошення увійти до тренерського штабу Мирона Маркевича, який очолив львівські «Карпати».

### Освіта
Має тренерський диплом УЄФА категорії: «A», згідно із тренерською конвенцією УЄФА (маючи дипломи категорії: «С» та «B» ФФУ).